# سلطان قشلاقي (قشلاق الجنوبي)
سلطان قشلاقي (بالفارسية: سلطان قشلاقی) هي منطقة سكنية تقع في إيران في أردبيل. يقدر عدد سكانها بـ 73 نسمة .